# 生死格鬥Online
《生死格鬥Online》（英語：Dead or Alive Online，簡稱“DOA Online”）是以《生死格鬥》的世界來製作的網路遊戲，但本作並非由Team Ninja製作，而是Tecmo的Lievo Studio來開發；遊戲預計2008年在中國大陸、香港、澳門、台灣等地開始營運，中國大陸由盛大網絡代理，台灣則由遊戲橘子獲得代理權。

## 特色
猜拳系統
《生死格鬥》的遊戲系統是採用「攻擊剋摔技」、「摔技剋反擊」（Hold）、「反擊剋攻擊」所構成三者相剋的猜拳系統，所以成為易上手的3D格鬥遊戲。
對戰模式
共有段位戰、自由對戰、指定對戰、生存模式、自我訓練、教學房模式六種。

## 登場人物
- 霞（Kasumi）

使用霧幻天神流忍術，為找尋哥哥疾風遭受襲擊的真相而參加DOA競賽。
- 龍隼（Ryu Hayabusa）

使用隼流忍術的現代超忍，原為Tecmo另一款遊戲《忍者龍劍傳》的主角，因為好友疾風遭襲擊，並且疾風的妹妹霞下落不明的同時，他接到DOA競賽的邀請，他感覺到其中的不尋常而參加競賽。
- 元福（Gen Fu）

使用心意六合拳的退隱高手，現任古籍店長，為賺取醫治垂危孫女的手術費，而參加DOA競賽。
- 李強（Jann Lee）

使用截拳道的高手，目標是世界最強的武術家。
- 雷芳（Lei-Fang）

使用太極拳的高手，想要藉DOA競賽測試自己的實力。
- 蒂娜（Tina Armstrong）

使用摔角術，女子摔角界的巨星，想藉DOA為進軍模特兒界的跳板。
- 貝曼（Bayman）

使用軍事格鬥術，參加競賽的目的是要暗殺競賽主辦者菲姆·道格拉斯。
- 扎克（Zack）

使用我流泰拳，為了獎金而參加競賽；DOA2以後是為了追求蒂娜而參加。
- 綾音（Ayane）

使用霧幻天神流霸神門忍術，奉命追殺逃忍霞而參加競賽。
- 巴斯（Bass Armstrong）

使用摔角術，為阻止女兒蒂娜成為模特兒而參加競賽。
- 里昂（Leon）

使用軍事格鬥術，遵從戀人遺言，證明自己為世界最強的男人而參加競賽。
- 瞳（Hitomi）

使用空手道，為確認自己的實力而參加競賽。

## 外部連結
- . （原始内容存档于2009-12-12）.
- 《生死格鬥Online》台灣官方網站 （页面存档备份，存于）